# Aluminium-26
Aluminium-26 of 26Al is een radioactieve isotoop van aluminium. Het komt op Aarde slechts sporadisch voor.
Aluminium-26 ontstaat onder meer bij het radioactief verval van silicium-26 en fosfor-27.

## Radioactief verval
Aluminium-26 is een isotoop van kosmogene oorsprong. Meteoroïden worden, zolang zij zich nog vrij door de ruimte bewegen, blootgesteld aan een intensief bombardement van kosmische straling, waardoor onder andere deze isotoop ontstaat. Wanneer de meteorieten de Aarde bereiken start het radioactief verval tot magnesium-26. Het verval wordt gebruikt bij de datering van meteorieten. Uit de verhouding tussen aluminium-26 en magnesium-26 kan namelijk bepaald worden hoe oud een meteoriet is.
{\displaystyle {\ce {{^{26}_{13}Al}->{^{26}_{12}Mg}+{e^{+}}+{\nu }_{e}}}}
De halveringstijd bedraagt ongeveer 720.000 jaar. 
De aardatmosfeer bevat ook een kleine hoeveelheid aluminium-26, die onder invloed van kosmische straling uit argon-31 gevormd wordt. Dit aluminium kan gebruikt worden om afzettingsgesteenten en erosieverschijnselen te dateren op een schaal van honderdduizenden tot miljoenen jaren.
19Al · 20Al · 21Al · 22Al · 23Al · 23mAl · 24Al · 24mAl · 25Al · 26Al · 26mAl · 27Al · 28Al · 29Al · 30Al · 31Al · 32Al · 32mAl · 33Al · 34Al · 35Al · 36Al · 37Al · 38Al · 39Al · 40Al · 41Al · 42Al · 43Al